# Woland

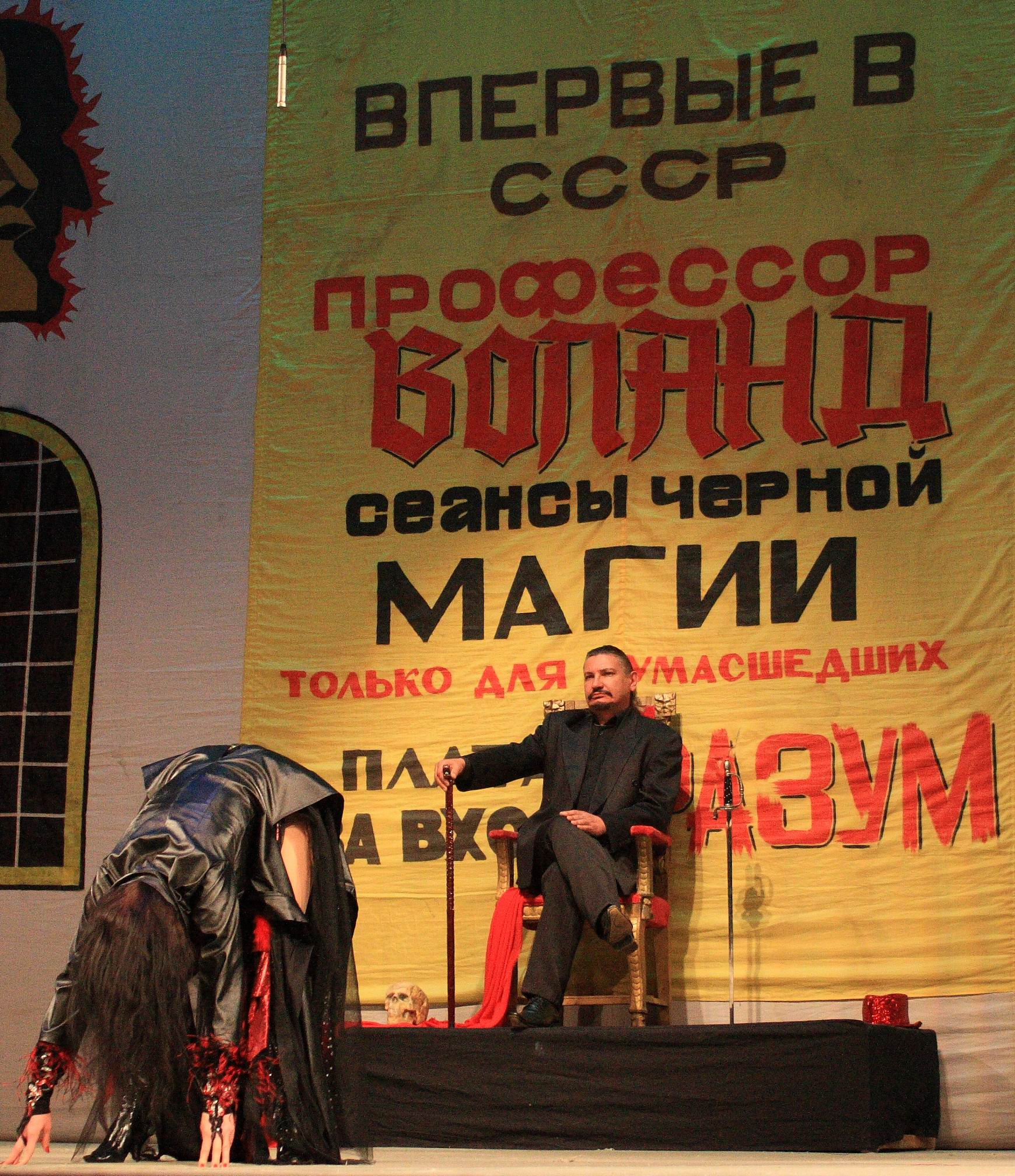
Woland

Woland é um nome alemão para Satanás. Presumivelmente, significa "decepção".
Aparece em várias versões do Fausto de Goethe, nas variantes Valand, Woland, Faland e Wieland.
Woland (Воланд) é também personagem do livro O Mestre e Margarida, de Mikhail Bulgákov, sobre uma visita do diabo a Moscou do período stalinista, freqüentemente citado como um dos melhores livros do século.